# Der 12. Dezember
Der 12. Dezember (Originaltitel 12 dicembre. Lotta continua) ist ein Dokumentarfilm aus dem Jahr 1972 über den Anschlag auf die Landwirtschaftsbank in Mailand im Jahr 1969. Der als Regisseur genannte Giovanni Bonifante  bezeichnet das anonyme Autorenkollektiv Lotta Continua. Entstanden ist der Film unter der Regie von Pier Paolo Pasolini, der die Interviews im Film durchgeführt und dokumentiert hat, der im Abspann des Films aber nicht genannt wird.

## Historischer Hintergrund

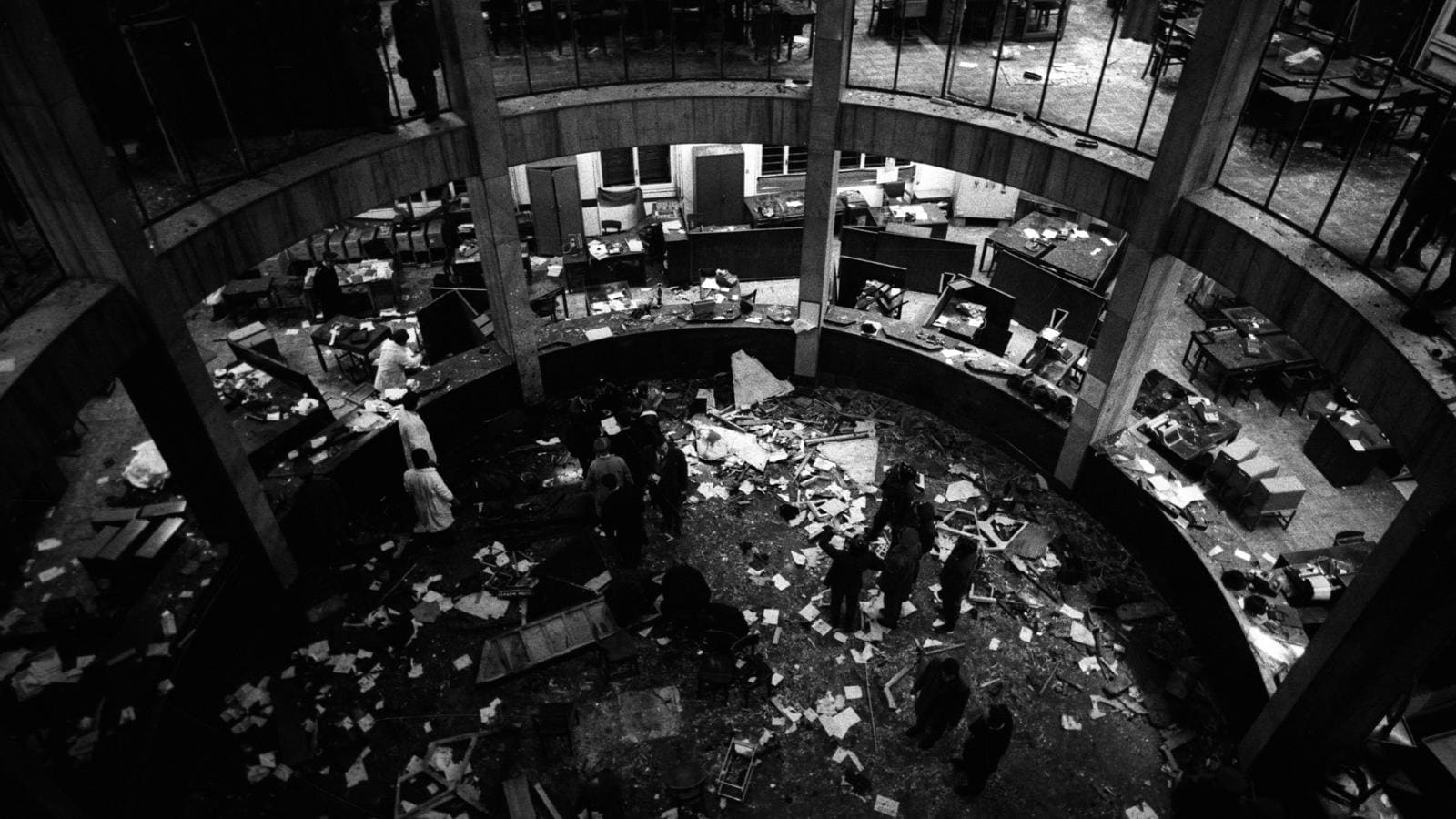
Banca Nazionale dell’Agricoltura nach dem Anschlag 1969

Thema des Films ist der Anschlag auf die Landwirtschaftsbank in Mailand im Dezember 1969 mit 17 Toten und 88 Verletzten. Das Attentat wurde von einer rechten Gruppierung verübt und von den Untersuchungsbehörden den Linken angelastet.
Die Aufklärung des rechtsterroristischen Aktion geriet zum Skandal. Polizei und Geheimdienste schoben die Verantwortung auf die Linke. Während der Ermittlungen stürzte der anarchistische Aktivist Giuseppe Pinelli aus einem Fenster des Polizeipräsidiums zu Tode. Luigi Calabrese und zwei weitere Polizeibeamte, die das Verhör durchgeführt hatten, wurden 1971 wegen Mordes angeklagt, das Verfahren wurde aber aus Mangel an Beweisen eingestellt. Da jedoch die Zweifel an den Umständen des Todes von Giuseppe Pinelli weiterhin bestanden und das Verfahren in der Presse heftig diskutiert wurde, wurden nach einer Anzeige durch Pinellis Witwe die Untersuchungen wieder aufgenommen. Die daraufhin vorgenommene zweite Autopsie bestätigte die Ergebnisse der ersten. Zweifel auch am offiziellen Ergebnis dieser Untersuchung blieben aber wegen diverser Ungereimtheiten weiterhin bestehen. Luigi Calabresi wurde am 17. Mai 1972 vor seinem Wohnhaus in Mailand erschossen. Die polizeilichen Untersuchungen gestalteten sich auch in diesem Fall unzureichend, waren widersprüchlich und lückenhaft.
Als Drahtzieher des Terrorakts gelten heute Mitglieder des neofaschistischen Ordine Nuovo, denen erst 30 Jahre später der Prozess gemacht wurde. Am 29. April 2005 stellte das Oberste Kassationsgericht nach zehn Prozessen in letzter Instanz fest, dass die Täter des Bombenanschlags vom 12. Dezember 1969 nicht ermittelt werden konnten.
Ein Jahr nach dem Anschlag entstand der Film. Offiziell gilt er als eine Kollektivarbeit von „Lotta continua“, der als Regisseur genannte Giovanni Bonfanti ist ein Pseudonym der Gruppe. Lotta continua war eine Studenten- und Arbeiterorganisation und damals eine der aktivsten außerparlamentarischen Gruppierungen der extremen Linken in Italien. Pasolini, der mit ihnen Kontakt unterhielt, arbeitete mit der Gruppe in seinem Film zusammen.

## Inhalt
Der in Schwarzweiß und ohne offensichtliche künstlerische Ambitionen gedrehte Film zeichnet ein Bild der wirtschaftlichen und sozialen Lage der Arbeiterklasse Italiens in den 1960er Jahren. Zu Wort kommen politische Aktivisten, ehemalige Partisanen, Arbeiter, Häftlinge und deren Familienangehörige. Sie schildern ihre Lebensbedingungen, ihre Armut und täglichen Entbehrungen und erzählen ihre Version der Geschichte: alte Partisanen, die sich von der kommunistischen Partei verraten fühlen, und sich für Selbstjustiz aussprechen, junge Arbeiter aus Fabriken in Carrara, Musocco, Viareggio, Arbeiter aus Reggio Calabria berichten von einem Volksaufstand, süditalienische Fabrikarbeiter schildern die ausbeuterischen Arbeitsbedingungen bei Fiat. Dass Pinelli umgebracht worden war und Faschisten das Bombenattentat ausgeführt hatten, galt zu diesem Zeitpunkt als umstritten und wurde erst Jahre später durch Ermittlungen bestätigt.

## Produktion
Der Film entstand zeitgleich mit Pasolinis „Decameron“ und sollte ebenfalls von Alberto Grimaldi produziert werden. Doch das Projekt war Grimaldi zu riskant. Als Produzent des Films wurde schließlich Lotta continua genannt. Pasolini machte die Interviews, überließ aber aus Zeitgründen den Schnitt des Filmmaterials von insgesamt sechs Stunden seinem Freund, dem jungen Filmkritiker und -regisseur Maurizio Ponzi, der von Roberto Mancini unterstützt wurde.
Die Musik zum Film komponierte Pino Masi.
Wie Roberto Chiesi vom Pasolini-Archiv und Forschungszentrum in Bologna erklärt, habe Pasolini nach Auskünften von Zeitzeugen einen sehr großen Einfluss auf diesen Film gehabt, sowohl auf die Struktur, als auch inhaltlich. Lotta Continua hätte auch eine viel militantere Rhetorik benutzt. Pasolini selbst sagte später in einem Gespräch, sein Anwalt habe ihn gewarnt, den Film zu drehen, er könne inhaftiert werden, die Sache sei gefährlich. Daraufhin habe man die Lösung gefunden, Pasolinis Namen im Film nicht zu nennen, er daher auch nicht haftbar gemacht werden könne. In der Tat wurde er im April 1972 angezeigt, weil er den Polizeioffizier Calabresi des Mordes an Pinelli beschuldigt habe. Auch Grimaldi, Präsident der Produktionsgesellschaft Produzioni Europee Associati, und Maurizio Ponzi gerieten ins Visier der Ermittler.

## Veröffentlichung
In einer gekürzten Fassung wurde der Film 1972 im Forum der Berlinale gezeigt, als Pasolinis Film Pasolinis tolldreiste Geschichten im Wettbewerb lief und Pasolini den Silbernen Bär gewann. In den Verleih kam der Film nicht.
2014 wurde der Film in den Studios der Fondazione Cineteca di Bologna restauriert und in Kooperation mit dem Laika-Verlag als DVD herausgegeben. Der restaurierte Film wurde erstmals am 31. Oktober 2014 während der Viennale in Wien gezeigt. Die DVD erschien in der italienischen Fassung mit deutschen Untertiteln innerhalb der Reihe „Bibliothek des Widerstands“ im Verlag Laika. 2019 brachte das Label Interno4 eine DVD in italienischer Sprache heraus, die von Adriano Sofri, dem Gründer von Lotta continua, herausgegeben wurde. Die DVD enthält 50 Minuten Bonus-Material über das politische Kino Italiens in den Siebziger Jahren, zusammen mit einer Auswahl von Kampfliedern der Lotta continua.

## Kritik
Anlässlich der Aufführung des restaurierten Films schreibt der Kritiker der taz: „Als Investigation einer Verschwörung hat der Film heute nur noch historischen Wert, aber Pasolini geht tiefer. Er versucht eine Bestandsaufnahme des linken Widerstands im Italien jener Jahre zu machen. Auf dieser Ebene ist „Dodici dicembre“ eine Entdeckung“.